# 卡科里
卡科里（Kakori），是印度北方邦Lucknow县的一个城镇。总人口16731（2001年）。

## 人口
该地2001年总人口16731人，其中男性8879人，女性7852人；0—6岁人口2174人，其中男1003人，女1171人；识字率46.03%，其中男性为50.94%，女性为40.47%。